# Yoshio Shiga (pilote)
Ne doit pas être confondu avec Yoshio Shiga.
Yoshio Shiga (志賀 淑雄, Shiga Yoshio, 1914 - 25 novembre 2005), de son vrai nom Yoshio Yotsumoto (四元 淑雄, Yotsumoto Yoshio, Shiga est celui de sa femme), est un as de l'aviation japonais actif durant la seconde guerre sino-japonaise et la guerre du Pacifique. Lors de l'attaque sur Pearl Harbor de décembre 1941, il mène l'une des divisions de chasseurs décollant du porte-avions Kaga durant la première frappe contre les forces américaines à Oahu. Le matricule de son chasseur Zéro est AII-105.
Il mène une carrière actif sur le Kaga jusqu'en avril 1942. En mai 1942, il prend le commandement d'un groupe de chasseurs basé sur le porte-avions Jun'yō, un poste qu'il occupe jusqu'en décembre 1942. Pendant cette période, il participe à la bataille de Dutch Harbor et la bataille des îles Santa Cruz. Lors de cette-dernière, il attaque les porte-avions américains USS Hornet, qui coulera, et USS Enterprise, qui sera gravement endommagé. Il commande ensuite un groupe de chasseurs basés sur le porte-avions Hiyō de décembre 1942 à janvier 1943 pendant que le navire reste au port au Japon.
Après sa promotion comme major, il est assigné en décembre 1944 comme officier dans le groupe 343 kōkūtai, basé à la base aérienne de Matsuyama, qui participe à la défense du Japon. Il est reconnu pour sa forte opposition aux attaques suicides kamikaze et sauve la vie de nombreux jeunes pilotes japonais.
Après la guerre, Shiga devient président du manufacturier Nobel Kōgyō (ja) d'équipement policier et conçoit entre autres des gilets pare-balles et des bâtons extensibles. Il meurt le 25 novembre 2005.